# Josef Tal

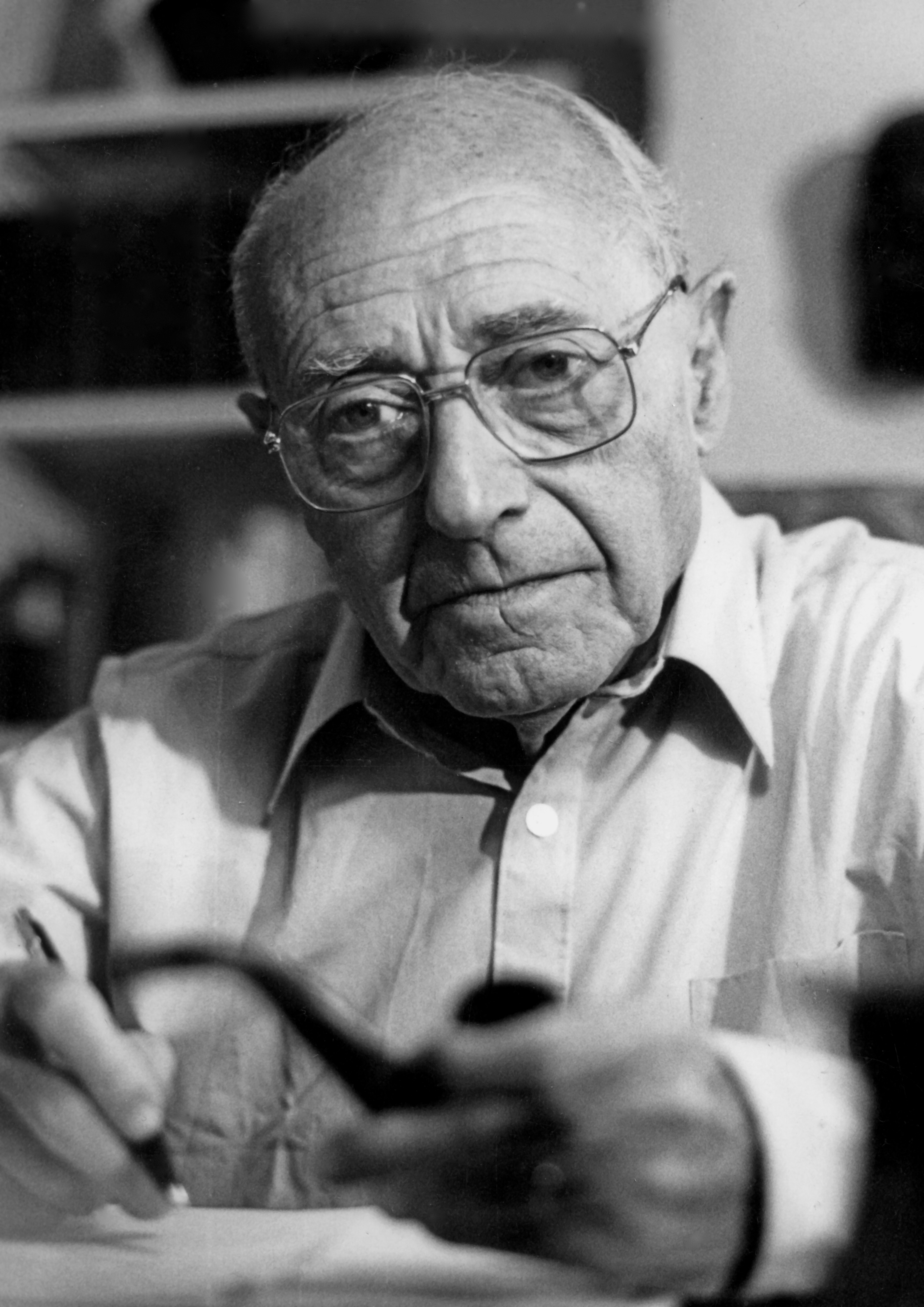
Josef Tal im Jahr 1987

Josef Tal (hebräisch יוסף טל; * 18. September 1910 in Pinne bei Posen; † 25. August 2008 in Jerusalem; eigentlich: Grünthal, auch Joseph Tal) war ein israelischer Komponist. Josef Tal kann als einer der Mitbegründer der israelischen klassischen Musik angesehen werden.

## Leben

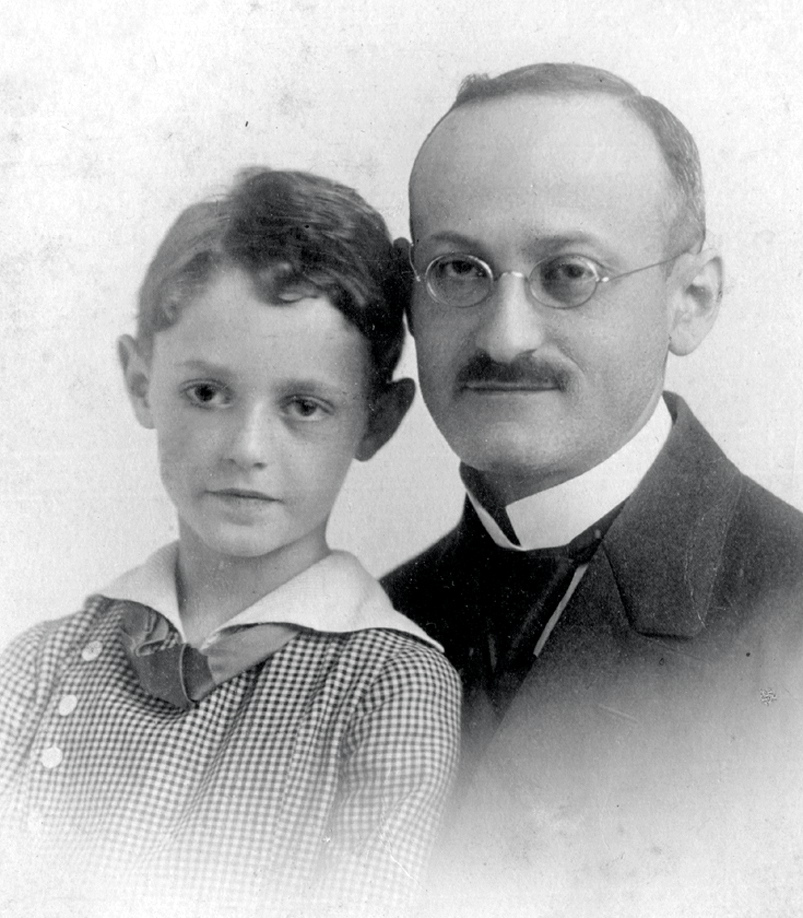
Josef Tal mit seinem Vater Julius Grünthal (1917)

Tal wurde in Pinne im heutigen Polen geboren. Im Jahr 1910 zogen die Eltern, Ottilie und Rabbiner Julius Grünthal, und seine ältere Schwester Grete nach Berlin, wo die Familie fortan ein privates Waisenhaus leitete. Rabbiner Julius Grünthal war Dozent an der Hochschule für die Wissenschaft des Judentums und war spezialisiert auf die Philologie alter Sprachen.

### Studienzeit
Josef Tal studierte an der Musikhochschule Berlin bei Paul Hindemith, Max Trapp (Klavier, Komposition), Heinz Tiessen (Musiktheorie), Max Saal (Harfe), Curt Sachs (Instrumentation), Fritz Flemming (Oboe), Georg Schünemann (Musikgeschichte), Charlotte Pfeffer und Siegfried Borris (Gehörbildung), Siegfried Ochs (Chorgesang), Leonid Kreutzer (Klaviermethodik) und Julius Prüwer (Dirigieren). Paul Hindemith – sein Kompositions- und Theorielehrer – machte Tal mit Friedrich Trautwein bekannt, der an der Hochschule ein Studio für Elektronische Musik leitete. Tal beendete seine Studien an der Hochschule 1931 und heiratete ein Jahr später die Tänzerin Rosie Löwenthal. Tal arbeitete als Klavierlehrer und begleitete Tänzer und Sänger, außerdem war er als Pianist in Stummfilmen tätig.

### Palästina
1934 verließ Tal mit seiner Frau und seinem Sohn Re'uven (1932–1967) – später ein Mitglied des Kibbuz Megiddo, gefallen im Sechstagekrieg – das nationalsozialistische Deutschland und emigrierte nach Palästina. Dort arbeitete er kurze Zeit als Fotograf in Haifa und Chadera. Die Familie zog danach in den Kibbuz Beit Alfa und später in den Kibbuz Gescher, wo Tal beabsichtigte, sich seiner Musik zu widmen. Da es für die Familie schwierig war, sich den gesellschaftlichen Regeln im Kibbuz anzupassen, ließ sie sich in Jerusalem nieder, wo Josef Tal berufliche und soziale Kontakte knüpfte. Er trat als Pianist auf, gab Klavierunterricht und spielte gelegentlich Harfe im neu gegründeten Palestine Orchestra. 1937 wurden Tal und Rosie Löwenthal geschieden.

### Jerusalem
Von 1937 an unterrichtete er auf eine Einladung von Emil Hauser hin Klavier, Musiktheorie und Komposition an dessen 1933 gegründeten Palestine Conservatory. 1948 wurde er zum Leiter der Jerusalemer Akademie für Musik und Tanz berufen, die er bis 1952 leitete. 1940 heiratete er die Skulpturen-Künstlerin Pola Pfeffer. 1951 wurde Tal zum Dozenten an der Hebräischen Universität Jerusalem ernannt, wo er 1961 das Center for Electronic Music in Israel gründete. Er veröffentlichte akademische Artikel und schrieb viele Einträge in der Encyclopaedia Hebraica. 1965 wurde er zum Senior Professor und später zum Leiter des Musikdepartements der Hebrew University ernannt, ein Posten, den er bis 1971 innehatte. Bekannte Schüler sind die Komponisten Ben-Zion Orgad, Robert Starer, Naomi Schemer, Jacob Gilboa, Yehuda Sharett, die Musikologin Michal Smoira-Cohn, der Cellist Uzi Wiesel und die Sopranistin Hilde Zadek.
Tal war ein begeisterter Lehrer. Er vertrat Israel in den Konferenzen der Internationalen Gesellschaft für Neue Musik und nahm an Vorträgen und Symposien in der ganzen Welt teil. Tal war Mitglied der Berliner Akademie der Künste und Fellow am Wissenschaftskolleg zu Berlin.
Josef Tal wurde für sein Schaffen vielfach ausgezeichnet, unter anderem mit dem Israel-Preis (1970), in den Jahren 1949, 1958 und 1977 mit dem Engel-Preis der Stadt Tel Aviv, dem Berliner Kunstpreis (1975), dem Wolf-Preis (1982), dem Bundesverdienstkreuz I. Klasse (1984) und dem Johann-Wenzel-Stamitz-Preis (1995).

## Werke

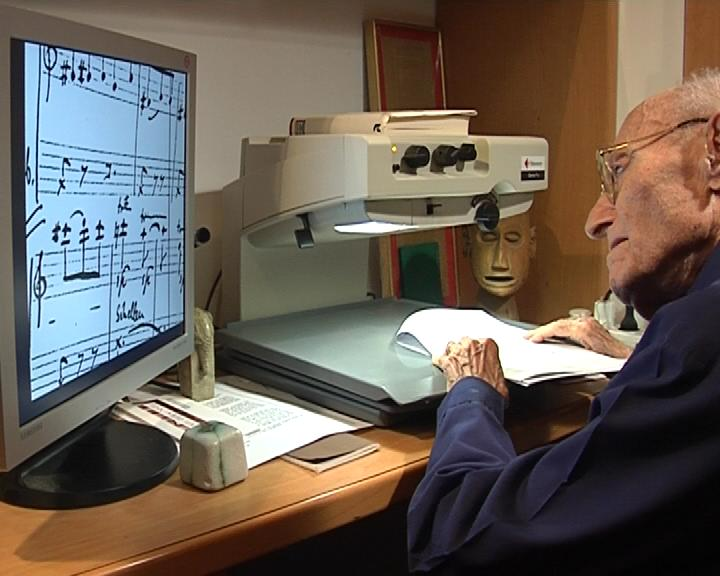
Tal beim Korrekturlesen eines Manuskripts (2006)

### Opern
- Amnon und Tamar (Amnon and Tamar) (1959). Oper in einem Akt für Mezzosopran, Tenor, Bariton, Bass, Männerchor und Kammerorchester. Libretto: Recha Freier nach 2 Sam 13 EU.
- Ashmedai (1969; Uraufführung Hamburgische Staatsoper, 9. November 1971). Oper in 2 Akten für 2 Soprane, Mezzosopran, 6 Tenöre, 5 Baritone, 2 Bässe, gemischten Chor, Tonband und Sinfonieorchester. Libretto: Israel Eliraz
- Massada 967 (1972). Oper in 15 Szenen für 3 Soprane, 2 Alte, 8 Tenöre, 6 Baritone, 2 Knabensoprane, Erzähler, zweistimmigen Männerchor (Bariton, Bass) und Tonband. Libretto: Israel Eliraz
- Die Versuchung (The Temptation) (1975). Oper in 2 Akten für 6 Tenöre, 4 Baritone, Bass, gemischten Chor, Tonband und Sinfonieorchester. Libretto: Israel Eliraz
- Der Turm (The Tower) (1983). Oper in 2 Akten für 3 Soprane, Mezzosopran, 7 Tenöre, 4 Bariton, 3 Bässe, 5 Erzähler, gemischten Chor, Tonband und Sinfonieorchester. Libretto: Hans Keller
- Der Garten (The Garden) (1987). Kammeroper in 7 Szenen für Sopran, Tenor, Erzähler und Instrumentalensemble. Libretto: Israel Eliraz
- Josef (1993). Oper in 2 Akten für 2 Soprane, Mezzosopran, 2 Tenöre, 2 Baritone, Bass, gemischten Chor und Sinfonieorchester. Libretto: Israel Eliraz

### Werke für Tasteninstrumente

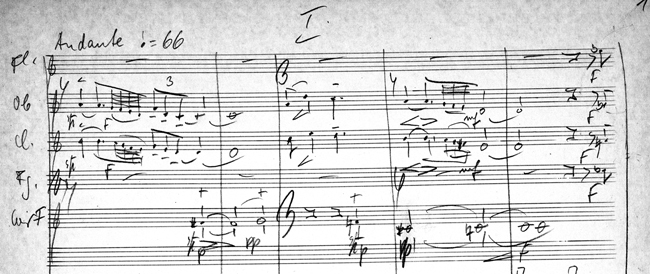
Josef Tals Klavierkonzert Nr. 2 (1953)

- Pieces for Piano (1931) für Klavier vierhändig
- Chaconne (1936) für Klavier
- Three Pieces (1937) für Klavier
- Cum Mortuis In Lingua Mortua (1945). 7 Variationen für Klavier über ein Thema von Mussorgski
- Six Sonnets (1946) für Klavier
- Sonata (1949) für Klavier
- A Little Walk (1951) für Klavier vierhändig
- Five Inventions (1956) für Klavier
- Dodecaphonic Episodes (1962) für Klavier
- Concerto No. 5 (1964) für Klavier und MagT
- Concerto (1964 / 1977) für Cembalo und MagT
- Concerto No. 6 (1970) für Klavier und MagT
- Five Densities (1975) für Klavier
- Salva Venia (1983) für Orgel
- Five Essays I-V (1986–2000) für Klavier
- A Tale in Four Parts (1988) für Klavier vierhändig

### Werke für Orchester und Instrumental-Ensembles
- Suite (1937) für Violoncello
- Sonata (1937) für Violoncello
- Prelude (1939) für Kammerorchester
- Suite (1940) für Bratsche
- Thema und Variationen über Expressionen der Zeit (1940) für 2 Klaviere und Percussion
- Concerto No. 1 (1945) für Klavier und Sinfonieorchester
- Lament (1947) für Violoncello und Harfe
- Hora (1949) für Violoncello und Harfe
- Reflections (1950) für Streichorchester
- Sonata (1952) für Oboe und Klavier
- Sonata (1952) für Violine und Klavier
- Symphony No. 1 (1952)
- Concerto No. 2 (1953) für Klavier und Sinfonieorchester
- Duo (1953) für 2 Flöten
- Concerto (1954) für Bratsche und Sinfonieorchester
- String Quartet No. 1 (1954)
- Festive Vision (1959) für Sinfonieorchester
- Intrada (1959) für Harfe
- Symphony No. 2 (1960)
- Sonata (1960) für Bratsche und Klavier
- Concerto (1960) für Violoncello und Streichorchester
- Structure (1962) für Harfe
- String Quartet No. 2 (1963)
- Duo (1965) für Bratsche und Klavier
- Woodwind Quintet (1966)
- Fanfare (1968) für 3 Trompeten und 3 Posaunen
- Double Concerto (1969) für Violine, Violoncello und Kammerorchester
- Concerto(1971/1980) für Harfe und MagT
- Treatise (1973) für Violoncello
- Trio (1973) für Violine, Violoncello und Klavier
- Shape (1975) für Flöte, Oboe, Klarinette, Fagott, Trompete, 2 Hörner, Posaune, Percussion und Streichquintett
- Concerto (1977) für Flöte und Kammerorchester
- Symphony No. 3 (1978) für Sinfonieorchester
- Double Concerto (1979) für 2 Klaviere und Sinfonieorchester
- Concerto (1980) für Klarinette und Kammerorchester: Horn und Streicher
- Movement (1980) für Tuba und Klavier
- Dance of the Events (1981 / 1986) für Sinfonieorchester
- Piano Quartet (1982) für Violine, Bratsche, Violoncello und Klavier
- Imago (1982) für Kammerorchester
- Chamber Music (1982) für Sopranblockflöte, Marimbaphon und Cembalo
- Symphony No. 4 (1985) für Sinfonieorchester
- In Memoriam of a Dear Friend (1985) für Violoncello
- Symphonic Fanfare (1986) für Sinfonieorchester
- String Quartet No. 3 (1987)
- Duo (1989) für Posaune und Harfe
- Dispute (1989) für Harfe
- Symphony No. 5 (1991) für Sinfonieorchester
- Symphony No. 6 (1991) für Sinfonieorchester
- Duo (1992) für Oboe und Englischhorn
- Quartet (1994) für Tenor-Saxophon, Violine, Bratsche und Violoncello
- Perspective (1996) für Bratsche
- Good Night (2005) für 2 Blockflöten

### Vokalkompositionen
Sologesang ohne Begleitung
- Scene (1978/1982) Monodrama für Sopran oder Tenor (szenisch aufzuführen). Text aus Franz Kafkas Tagebüchern
- Schlichtheit (1997) für Bariton. Text: Jorge Luis Borges
- Sonett an Orfeus (2000) für Bariton solo. Text: Rainer Maria Rilke (Sonett XXIX)

Sologesang mit Instrumentalbegleitung
- Drei Lieder der Ruhe (Three Songs of Serenity) (1936) für Sopran und Klavier. Texte: Paul Verlaine, Georg Heym, Christian Morgenstern (G)
- Festive Prologue (1950) für Erzähler und 2 Klaviere. Text: Rachel Bluwstein
- Three Songs (1936/1955) für Sopran und Klavier. Text: Rachel Bluwstein
- Song (1971) für Bariton oder Alt, Flöte, Horn, 2 Tom Toms und Klavier. Text: Heinrich Heine
- My Child (1975) für Sopran und Klarinette. Text: Natan Jonatan
- Else – Hommage (1975). Kammer-Szene für Mezzosopran, Erzähler, Horn, Klavier, Bratsche und Violoncello. Text: Israel Eliraz
- Die Hand (1987). Dramatische Szene für Sopran und Violoncello. Text: Israel Eliraz
- Wars Swept Through Here (1991) für Bariton, Flöte/Picolo, Englischhorn, Klarinette, Tenor-Saxophon, Horn, Trompete, Posaune, Tuba, Percussion (1), Klavier, Bratsche und Violoncello. Text: Israel Eliraz
- Bitter Line (1991) für Bariton, Klarinette, Fagott, Horn, 2 Violinen, Violoncello und Kontrabass. Text: Israel Eliraz
- Mein blaues Klavier (My Blue Piano) (1993) für Mezzosopran und Klavier. Text: Else Lasker-Schüler

Sologesang mit Orchester
- Exodus (1946). Symphonisches Poem für Bariton und Sinfonieorchester. Text: Exodus, Buch der Psalmen
- Concerto No. 3 (1956) für Tenor, Klavier und Kammerorchester. Text: Eleazar Ha'Kalir
- Saul at Ein Dor (1955). Opera concertante für Erzähler, Mezzosopran, Tenor, Bariton und Kammerorchester. Text: 1 Sam 28,3-25 EU

Werke für Chor a cappella und mit Instrumentalbegleitung
- On the Way (1936) für 4 Frauenstimmen. Texts: Rachel Bluwstein
- 3 Songs on Yemenite Themes (1952) für Chor
- Alenu Leshabe'ach (1954) für dreistimmigen Frauenchor, Tenor, Klavier/Orgel
- Succoth Cantata (1955) für Sopran, Alt, Tenor, Bass, gemischten Chor und Kammerorchester. Text: Eleazar Ha'Kalir
- The Death of Moses (1967). Requiem für Alt, Tenor, Bass, gemischten Chor, Kammerorchester und MagT. Text: Yehuda Ya'ari
- Parade of the Fallen (Misdar Ha'Noflim) (1968) Kantate für Sopran, Bariton, gemischten Chor und Sinfonieorchester. Text: Haim Hefer
- Death Came to the Wooden Horse Michael (1975) für Sopran, Alt, Tenor, Bass, gemischten Chor und MagT. Text: Natan Zach
- With All Thy Soul (1978). Kantate für 3 Soprane, Bariton, gleichstimmigen Knabenchor, gemischten Chor und Kammerorchester. Text: 1 Makk
- Dream of the Circles (1985) für Bariton, gemischten Chor, B-Klarinette, Horn, Tenor-Saxophon und Bratsche. Text: Rabbi Nachman
- Touch a Place (1987) für Sologesang und dreistimmigen Chor für gleiche Stimmen a cappella. Text: Israel Eliraz
- God Full of Mercy (1993?) für gemischten Chor

### Elektronische Musik
- Exodus (II) (1958) für Ballett
- Ranges of Energy (1963) für Ballett
- Variations (1970) für Ballett
- Ashmedai (1970). Elektronische Ouvertüre zur gleichnamigen Oper
- Frequencies 440-462 (1972)

## Schriften

### Musiktheorie
- (Grünthal, Josef:) Basics of Music Theory. Benno Balan, Jerusalem 1944 (hebräisch).
- Introduction to the Theory of Musical Form. Merkaz Letarbut Vehasbara, Tel Aviv 1951 (hebräisch).
- Musica Nova im dritten Millennium. Israel Music Institute, Tel Aviv 2002, Cat No. 1018G, ISBN 965-90565-0-8.

### Autobiografie
- Der Sohn des Rabbiners. Ein Weg von Berlin nach Jerusalem. Eine Autobiographie, Quadriga, Berlin 1985, ISBN 3-88679-123-8 (Im Original als The Son of the Rabbis: a Way from Berlin to Jerusalem).
- Reminiscences, Reflections, Summaries. Retold in Hebrew by Ada Brodsky. Carmel, 1997, ISBN 965-407-162-2.
- Tonspur. Auf der Suche nach dem Klang des Lebens. Eine Autobiographie. (On Search for the Sound of Life) Hrsg.: Ulrich Eckhardt. Henschel Verlag, Berlin 2005, ISBN 3-89487-503-8.

### Essays und Aufsätze
- The Impact of the Era on the Interrelation Between Composer, Performer and Listener. Music in Time – A Publication of the Jerusalem Rubin Academy of Music and Dance. 1983–1984, S. 23–27.
- Rationale und Sensitive Komponenten des „Verstehens“. In: Musik und Verstehen – Aufsätze zur semiotischen Theorie, Ästhetik und Soziologie der musikalischen Rezeption. Arno Volk Verlag, 197?, S. 306–313
- Musik auf Wanderung – Querschnitte zwischen Gestern und Morgen. In: Berliner Lektionen. Bertelsmann, 1992, S. 79–90.
- Wagner und die Folgen in der Musik des 20. Jahrhunderts. Sonderdruck aus Jahresbericht des Präsidenten, Universität Bayreuth, 1983, S. 167–181.
- Der Weg einer Oper. Wissenschaftskolleg Jahrbuch 1982/83. Siedler, S. 355–356.
- Gedanken zur Oper Ashmedai. In: Ariel – Berichte zur Kunst und Bildung in Israel, No. 15, (1972), S. 89–91.
- Music, Hieroglyphics and Technical Lingo. In: The World of Music, Vol. XIII, No. 1/1971 B. Schott's Söhne, Mainz, S. 18–28.
- Ein Mensch-zu-Mensch-Erlebnis im Wissenschaftskolleg Berlin. In: Axel von dem Bussche, Hase & Koehler Verlag, 1994, ISBN 3-7758-1311-X, S. 125–131.